# Palazzo Amman
Palazzo Amman (conosciuto anche come Palazzo Porcari Cozzi Amman) è un palazzo seicentesco di Milano, rimaneggiato in forme neoclassiche verso la fine del XVIII secolo. Storicamente appartenuto al sestiere di Porta Comasina, si trova in via Arrigo Boito 8.

## Storia e descrizione
Le origini del palazzo, sorto nei pressi del soppresso Oratorio di Sant'Ilario, fondato nel 1056 da Anselmo da Baggio, futuro papa col nome di Alessandro II, sarebbero da ricondurre al XVII secolo: nel 1674 esso viene registrato come di proprietà del conte Scipione Rossi di San Secondo, che lo vende ad Antonio Porcari nel 1791. Quest'ultimo ne affida nel 1792 il rifacimento al Canonica, che lo ristruttura in stile neoclassico. Nel 1795 l'edificio passa nuovamente di proprietà, e viene venduto al barone Pietro Cozzi, che a sua volta l'avrebbe ceduto nel 1890 al conte Edoardo Amman.
L'edificio si sviluppa su tre piani, con una facciata e decorazioni in stile neoclassico. All'interno è presente uno scalone monumentale, risalente al rifacimento operato verso la fine del Settecento dal Canonica, mentre nelle stanze sono ancora presenti i decori neoclassici, che si alternano alle precedenti decorazioni, appartenenti al cosiddetto barocchetto teresiano. Lo spazio interno adibito a verde, fortemente ridotto nelle sue dimensioni, si sviluppa secondo il modello del giardino all'inglese, con la vegetazione impostata attorno al tempietto dorico: quest'ultimo, con pronao anteriore a quattro colonne e trabeazione a triglifi, presenta un frontone con la dedicazione ad Apollo e alle Muse.